# USS Chase (DD-323)
Za druga plovila z istim imenom glejte USS Chase.
USS Chase (DD-323) je bil rušilec razreda Clemson v sestavi Vojne mornarice Združenih držav Amerike.
Rušilec je bil poimenovan po pomorskem častniku Reubenu Chasu.

## Zgodovina
V skladu s Londonskim sporazumom o pomorski razorožitvi je bil rušilec 15. maja 1930 izvzet iz aktivne službe in 13. avgusta istega leta izbrisan iz seznama plovil Vojne mornarice ZA ter bil nato naslednje leto prodan kot staro železo.